# Distritos de Zaragoza
La ciudad de Zaragoza (Aragón, España) está dividida a efectos administrativos en 16 barrios municipales, regidos por Juntas Municipales. Quince de ellos son distritos urbanos, mientras que el decimosexto, el Distrito Rural, se subdivide en los llamados Barrios Rurales, regidos por Juntas Vecinales.
Esta división oficial ha variado con el tiempo, acomodándose a la evolución territorial de la ciudad (así, en 2002 se crearon nuevos distritos como Casablanca o Santa Isabel, mientras se eliminaban otros históricos como Margen Izquierda), y ha ido en paralelo a la existencia de topónimos oficiosos para diferentes áreas con identidades propias. Esta división popular en barrios ha evolucionado también con el tiempo a medida que las identidades sociales dentro de la ciudad variaban, sin que tengan un reconocimiento directo oficial de acuerdo a la normativa urbanística. En 2018 se añadió el distrito Sur, desgajándolo del distrito de Casablanca.
Desde la última reforma en febrero de 2018, los distritos (con fondo azul en los mapas) y barrios rurales (con fondo beige) son los siguientes:
| Junta                   | Extensión km² | Habitantes 2008 | Habitantes 2011 | Habitantes 2015 | Barrios*                                                                                                | Mapas |
| ----------------------- | ------------- | --------------- | --------------- | --------------- | --- | ----- |
| Actur-Rey Fernando      | 9,67          | 58 692          | 59 211          | 59 295          | Actur-Rey Fernando, Parque Goya                                                                         |       |
| Casablanca              | 5,693         | 18 548          | 31 647          | 43 242          | Casablanca, (Hasta 2018 contenía los barrios de Arcosur, Montecanal, Valdespartera y Rosales del Canal) |       |
| Casco Histórico         | 1,98          | 46 052          | 46 900          | 46 821          | San Pablo (El Gancho), La Magdalena, San Miguel, Tenerías, San Agustín, El Tubo                         |       |
| Delicias                | 3,28          | 115 446         | 114 011         | 109 901         | La Bombarda, La Bozada, Ciudad Jardín, Delicias, Monsalud, Parque Roma.                                 |       |
| Centro                  | 1,8           | 57 003          | 54 764          | 53 269          | |       |
| Distrito Sur            | 60,498        |                 |                 |                 | Desde 2018 Arcosur, Montecanal, Valdespartera, Rosales del Canal                                        |       |
| El Rabal                | 8,37          | 76 150          | 78 733          | 78 548          | Arrabal, Cogullada, La Jota, Jesús, Picarral, Vadorrey, Zalfonada.                                      |       |
| La Almozara             | 3,76          | 25 984          | 25 664          | 24 545          | Torres de San Lamberto, La Almozara, El Portillo                                                        |       |
| Las Fuentes             | 6,31          | 45 101          | 44 466          | 42 610          | Las Fuentes, Montemolín (Bajo Aragón), Torre Ramona-Príncipe Felipe                                     |       |
| Miralbueno              | 8,22          | 8 587           | 10 068          | 12 176          | |       |
| Oliver-Valdefierro      | 4,33          | 29 030          | 30 658          | 31 559          | Oliver, Valdefierro                                                                                     |       |
| San José                | 3,68          | 70 074          | 69 317          | 66 715          | San José, Miraflores                                                                                    |       |
| Santa Isabel            | 7,97          | 11 833          | 12 844          | 13 412          | |       |
| Torrero-La Paz          | 111,87        | 36 665          | 36 874          | 38 598          | Torrero, La Paz, Pinares de Venecia, Puerto Venecia, Parque Venecia, San Antonio, Quinta Julieta        |       |
| Universidad             | 3,02          | 52 914          | 51 905          | 50 115          | Ciudad Universitaria, Romareda                                                                          |       |
| La Cartuja Baja         | 123,98        | 2 192           | 2 193           | 2 099           | |       |
| Torrecilla de Valmadrid | 20,16         | 28              | 25              | 27              | |       |
| Juslibol-El Zorongo     | 299,56        | 2 371           | 2 480           | 2 590           | |       |
| San Juan de Mozarrifar  | 10,89         | 2 263           | 2 408           | 2 584           | |       |
| Montañana               | 13,61         | 3 272           | 3 345           | 3 298           | |       |
| San Gregorio            | 1,93          | 566             | 617             | 608             | |       |
| Peñaflor                | 50,93         | 1 061           | 1 100           | 1 421           | |       |
| Movera                  | 22,76         | 3 050           | 2 963           | 2 810           | |       |
| Garrapinillos           | 141,24        | 4 903           | 5 199           | 5 393           | |       |
| Venta del Olivar        | 9,24          | 976             | 988             | 969             | |       |
| Monzalbarba             | 13,46         | 1 806           | 1 926           | 1 960           | |       |
| Villarrapa              | 1,15          | 135             | 163             | 188             | |       |
| Alfocea                 | 11,31         | 169             | 181             | 193             | |       |
| Casetas                 | 6,35          | 7 412           | 7 589           | 7 480           | |       |

| Junta  | Extensión km² | Habitantes 2008 | Habitantes 2011 | Habitantes 2015 | Distritos |
| ------ | ------------- | --------------- | --------------- | --------------- | --- |
| Urbana | 247,23        | 652 079         | 667 062         | 670 806         | Actur-Rey Fernando, Casablanca, Casco Histórico, Centro, Delicias, Distrito Sur, El Rabal, La Almozara, Las Fuentes, Miralbueno, Oliver, San José, Torrero-La Paz, Santa Isabel, Universidad, Valdefierro.    |
| Rural  | 726,55        | 30 204          | 31 124          | 31 620          | Alfocea, Casetas, Garrapinillos, Juslibol, La Cartuja Baja, Montañana, Monzalbarba, Movera, Peñaflor de Gállego, San Gregorio, San Juan de Mozarrifar, Torrecilla de Valmadrid, Venta del Olivar y Villarrapa |